# Проширење плућних вена
Проширење плућних вена или плућна варикоза јесте ретке васкуларна аномалиј коју карактерише локализовано проширење једне или више плућних вена.   Проширење плућних вена, које најчешће не захтева лечење, треба разликовати од плућне артериовенске малформације, која захтева лечење.  

## Епидемиологија
Проширење плућних вена је ретка аномалија, са мање од 100 случајева пријављених у литератури. 

## Етиопатогенеза
Проширење плућних вена које се обично открива случајно и може се окарактерисати као урођена или стечена аномалија. Већина случајева је урођена. Док је мањи број стечених случајева случајева повезан са:
- плућном венском хипертензијом,
- оклузијом дисталне плућне венске васкулатуре,
- цирозом јетре,
- поремећајима митралне валвуле, као што су митрална стеноза или регургитација.

## Клиничка слика
Пацијенти могу патити од  хемоптизе, или  због потенцијалне тромбозе од фибрилације срчаних преткомора.

## Дијагноза
Проширење плућних вена или неће бити видљиво на радиографији грудног коша или се може уочити као појединачни плућни нодули, типично локализовани поред леве срчане преткоморе. Компјутеризована томографија грудног коша може показати кривудаве, серпигинозне крвне судове без васкуларног нодуса и плућне артерије нормалног изгледа, што омогућава разликовање варикозитета од плућних артериовенских малформација.
Радиолошке карактеристике код урођени проширења плућних вена сличне су онима код плућне артериовенске малформације, која захтева лечење. Плућна ангиографија је корисна за добијање информација о динамици плућног крвотока и уочавања разлике између плућни варикса  плућних артериовенских малформација, а све  у сврху планирања лечења.
За дијагнозу проширења плућних вена  и искључивање могућности артериовенских малформација може се користити катетерска плућна ангиографија, на којој се могу уочити  један или више проширених крвних судова који воде до леве срчане преткоморе који се затамњују у одложеној фази након ињекције контраста слично другим плућним венама, са плућним артеријама нормалног изгледа.

## Терапија
Лечење је обично непотребно, осим ако се проширење вена брзо повећава. Како је проширења лућних вена обично асимптоматско лечење је ретко потребно, осим ако се не појаве компликације, као што су хемоптиза, тромбоемболијска болест или руптура; у овом случају лечење је првенствено усмерено на основни узрок повишеног притиска улевој преткомори срца. Код појединих (одабраних) пацијената може се размотрити хируршка ресекција.